# Epiphragma (Epiphragma) juquicola
Epiphragma (Epiphragma) juquicola is een tweevleugelige uit de familie steltmuggen (Limoniidae). De soort komt voor in het Neotropisch gebied.